# City of Charles Sturt
City of Charles Sturt – jednostka samorządowa wchodząca w skład aglomeracji Adelaide, położona w zachodniej części nad wybrzeżem Zatoki Świętego Wincentego. Charles Sturt zamieszkuje 100 529 osób (dane z 2006), powierzchnia wynosi 52,14 km². Siedziba Rady znajduje się w dzielnicy Woodville.

## Dzielnice
W nawiasach podany jest kod pocztowy.
| - Albert Park (5014) - Allenby Gardens (5009) - Athol Park (5012) - Beverley (5009) - Bowden (5007) - Brompton (5007) - Cheltenham (5014) - Croydon (5008) - Devon Park (5008) - Findon (5023) - Flinders Park (5025) - Fulham Gardens (5024) - Grange (5022) - Hendon (5014) - Henley Beach (5022) - Henley Beach South (5022) - Hindmarsh (5007) - Kidman Park (5025) - Kilkenny (5009) - Ovingham (5082) |  | - Pennington (5013) - Renown Park (5008) - Ridleyton (5008) - Rosewater (5013) - Royal Park (5014) - Seaton (5023) - Semaphore Park (5019) - Tennyson (5022) - Welland (5007) - West Beach (5024) - West Croydon (5008) - West Hindmarsh (5007) - West Lakes (5021) - West Lakes Shore (5020) - Woodville (5011) - Woodville North (5012) - Woodville Park (5011) - Woodville South (5011) - Woodville West (5011) |